# Великолукская государственная сельскохозяйственная академия
Великолукская государственная сельскохозяйственная академия — вуз в городе Великие Луки Псковской области.

## Общие сведения
Федеральное государственное образовательное учреждение высшего образования «Великолукская государственная сельскохозяйственная академия» было создано 4 декабря 1957 года сначала как Великолукский сельскохозяйственный институт (сокращенно ВСХИ), а затем в 1995 году получило свой нынешний статус.
В структуре академии функционируют 4 факультета, 12 кафедр, 4 научно-исследовательские лаборатории, 18 компьютерных классов, аспирантура по 16 специальностям, центр непрерывного образования, опытное поле, научная библиотека, информационно-консультационный центр, редакционно-издательский отдел, учебный парк машин, здравпункт, база отдыха и др.

## История
4 декабря 1957 года Совет Министров СССР принял Постановление об организации Великолукского сельскохозяйственного института на базе Ленинградского института прикладной зоологии и фитопатологии и Смоленского зооветеринарного института. Он рекомендовал перебазировать студентов, часть преподавателей и оборудование в Великие Луки.
В декабре 1957 года из Смоленского зооветеринарного института в Великие Луки прибыли студенты и часть преподавателей зоотехнического факультета со всем его имуществом и оборудованием. Студенты прибыли в количестве 441 человека со всех пяти курсов, из профессорско-преподавательского состава Смоленского зооветеринарного института в Великие Луки переехало 25 человек.
В январе 1958 года Великолукский сельскохозяйственный институт начал учебную деятельность, имея в своем составе зоотехнический факультет, что первоначально определяло его ведущую специализацию. В июне 1958 года в город Великие Луки прибыли сотрудники Ленинградского института прикладной зоологии и фитопатологии с оборудованием и имуществом этого института. На его базе в ВСХИ начал действовать факультет усовершенствования агрономов по защите растений.
В 1960 году в институте создается факультет защиты растений, который в 1989 году был реорганизован в кафедру защиты растений агрономического факультета.
В 1962 году в институте открывается факультет механизации сельского хозяйства (с 1995 года – инженерный факультет), а в 1981 году – экономический факультет. Таким образом, к началу 80-х годов в учебном заведении сложилась организационная структура, которая в неизменном виде сохранилась до сегодняшних дней.
В период с 1959 по 1968 годы существенно расширилась и улучшилась материально-техническая база института. Действовавший на тот момент ректор Алексей Константинович Ермолаев, придавая большое значение улучшению условий работы открываемых в институте новых факультетов и численно растущего коллектива, приложил много сил и энергии для завершения строительства нового большого учебного корпуса на набережной А. Матросова. В 1963 году этот корпус был сдан в эксплуатацию. Общая площадь его 8648 м2, причем до этого в институте было всего 6715 м2 учебных площадей.
В 1971 году благодаря усилиям ректора Куклина Александра Константиновича вводится в эксплуатацию учебный корпус №4 факультета механизации сельского хозяйства площадью 6357 м2. Ныне это здание занимает инженерный факультет. Учебные аудитории (лекционные и лабораторные) оборудуются современными техническими средствами обучения, активно закупаются первые образцы электронных вычислительных машин.
В1995 году произошло знаковое событие в истории учебного заведения - институт получает статус академии, и с той поры ВСХИ стал называться Великолукской государственной сельскохозяйственной академией (сокращенно ВГСХА). В 90-е годы в ВГСХА несмотря на всю сложность экономической ситуации в стране благодаря организаторским и деловым способностям ректора Спасова Василия Прокофьевича значительно улучшилась материально-техническая база учреждения: построено общежитие для слушателей факультета повышения квалификации, полностью от стадии котлована возведена коробка семиэтажного учебно-лабораторного корпуса № 5 (пока на тот момент без внутренней отделки и коммуникаций), в поселке Майкино были построены ангары, гаражи и боксы для хранения техники, оборудован учебный полигон, создано учебно-опытное поле, закуплено много дорогостоящего и высокотехнологичного по тем временам оборудования для учебных и научно-исследовательских лабораторий.
Вплоть до середины 2000-х годов на базе ВГСХА действовал диссертационный совет по почвоведению, основной состав которого составляли доктора наук кафедры "Агрохимия и почвоведение". К сожалению, впоследствии после ряда организационных преобразований в 2006 году данный диссертационный совет был закрыт. На текущий момент на базе ВГСХА нет ни одного действующего диссертационного совета.
В 2011 году при ВГСХА было открыто отделение среднего профессионального образования (СПО), которое по сегодняшний день готовит и ежегодно выпускает ветеринарных фельдшеров и техников соответствующих специальностей. В этом же году по инициативе и благодаря активному участию и содействию Министерства сельского хозяйства, которое ранее приняло решение выделить денежные средства на внутреннюю отделку и прокладку коммуникаций, был наконец введен в эксплуатацию учебно-лабораторный корпус № 5, куда затем переехали факультет технологии животноводства и агроэкологии, заочный факультет и административно-управленческий персонал. В 2016 году для экономии денежных средств здание экономического факультета было принято законсервировать и впоследствии продать, а кафедры факультета распределить между 5-м и 2-м корпусами.
В настоящий момент в ВГСХА осуществляется подготовка специалистов по 22 специальностям и профилям высшего образования (включая магистратуру и аспирантуру) и 7 специальностям среднего профессионального образования.

## Ректоры
- Сутормин Илья Федосеевич (с 1957 по 1959 год)
- Ермолаев А. К. (с 1959 по 1968 год)
- Куклин Александр Константинович (с 1968 по 1973 год)
- Кондратьев Петр Михайлович (с 1973 по 1987 год)
- Спасов Василий Прокофьевич (с 1987 по 2002 год)
- Морозов Владимир Васильевич (с 2003 по 2022 год)

## Факультеты
- Экономический факультет
- Инженерный факультет
- Факультет технологии животноводства и агроэкологии
- Заочный факультет
- Отделение среднего профессионального образования